# Nahilu
Nahilu (perz. نخیلو) je otočić smješten u Perzijskom zaljevu odnosno iranskoj Bušeherskoj pokrajini. Od kopna na sjeveroistoku udaljen je 5 km, a od susjednog otoka Džabrina na sjeverozapadu 3 km. Otok ima površinu od 0,75 km² i maksimalna nadmorska visina mu je 3 m. Zona oko ušća rijeke Mand uključujući otoke Nahilu i Omol-Karam ima visok stupanj bioraznolikosti i staništem je morskim kornjačama odnosno raznim vrstama ptica. Cjelokupna zona pripada Zaštićenom području Mand, a njen dio od Nahilua do gradića Dajera godine 2008. izdvojen je u Nacionalni park Nahilu-Dajer.

## Poveznice
- Perzijski zaljev
- Popis iranskih otoka

## Vanjske poveznice
- (engl.) Iran Daily: [neaktivna poveznica]
- (engl.) Asghar Mobaraki: Sea turtle situation, studies and conservation in the Islamic Republic of Iran  Arhivirana inačica izvorne stranice od 7. ožujka 2016. (Wayback Machine)